# Орчерд-Лейк (Мічиган)
Орчерд-Лейк (англ. Orchard Lake Village) — місто (англ. city) в США, в окрузі Окленд штату Мічиган. Населення — 2238 осіб (2020).

## Географія
Орчерд-Лейк розташований за координатами 42°35′22″ пн. ш. 83°22′17″ зх. д. / 42.58944° пн. ш. 83.37139° зх. д. (42.589360, -83.371309).  За даними Бюро перепису населення США в 2010 році місто мало площу 10,68 км², з яких 6,33 км² — суходіл та 4,35 км² — водойми.

## Демографія
Згідно з переписом 2010 року, у місті мешкало 2375 осіб у 802 домогосподарствах у складі 665 родин. Густота населення становила 222 особи/км².  Було 869 помешкань (81/км²).
Расовий склад населення:
| - 83,9 % — білих - 7,4 % — азіатів - 6,4 % — чорних або афроамериканців |

До двох чи більше рас належало 2,1 %. Частка іспаномовних становила 1,1 % від усіх жителів.
За віковим діапазоном населення розподілялося таким чином: 23,2 % — особи молодші 18 років, 59,3 % — особи у віці 18—64 років, 17,5 % — особи у віці 65 років та старші. Медіана віку мешканця становила 46,9 року. На 100 осіб жіночої статі у місті припадало 115,5 чоловіків;  на 100 жінок у віці від 18 років та старших — 112,3 чоловіків також старших 18 років.
Середній дохід на одне домашнє господарство  становив 265 321 долар США (медіана — 148 750), а середній дохід на одну сім'ю — 266 388 доларів (медіана — 152 679). За межею бідності перебувало 3,7 % осіб, у тому числі 0,6 % дітей у віці до 18 років та 4,2 % осіб у віці 65 років та старших.
Цивільне працевлаштоване населення становило 1133 особи. Основні галузі зайнятості: освіта, охорона здоров'я та соціальна допомога — 23,3 %, науковці, спеціалісти, менеджери — 19,0 %, роздрібна торгівля — 16,5 %, виробництво — 16,0 %.